# いかすぜ!この恋
『いかすぜ!この恋』（原題：Tickle Me）は、1965年制作のアメリカ合衆国のミュージカルコメディ映画。ノーマン・タウログ監督、エルヴィス・プレスリー主演。
公開当時、製作会社のアライド・アーティスツは本作がヒットしたことで破産から救われた。

## あらすじ
ベラが経営する観光牧場にロニーという青年が新しく入り、客である金持ちの娘たちの間で話題となる。
一方、同じ牧場で体操教師をするパムは、祖父の遺産目当ての悪人に襲われていたが、そのたびにロニーに助けられ、二人は親しくなる。
ある日、パムはロニーとベラの関係を疑い、単独で遺産探しに出て行ってしまう。ベラが主催するロデオ大会から帰ってきたロニーは、仲間のスタンレーとともにパムを見つけるが、悪天候のため廃墟に避難する。そこで、3人はパムの祖父の遺産を見つけた矢先、一連の事件の犯人である悪徳保安官に出くわす。そして、悪徳保安官を倒したロニーとパムは結ばれる。

## キャスト
※括弧内は日本語吹替（初回放送1972年9月10日 TBS『3時の指定席』）
- ロニー：エルヴィス・プレスリー（井上真樹夫）
- ベラ：ジュリー・アダムス
- パメラ：ジョスリン・レーン
- スタンリー：ジャック・ムラニー
- エステル：メリー・アンダース
- ヒルダ：コニー・ギルクリスト
- バーバラ：バーバラ・ワール

## スタッフ
- 監督：ノーマン・タウログ
- 製作：ベン・シュワルブ
- 脚本：エルウッド・ウルマン、エドワード・バーンズ
- 撮影：ロイヤル・グリッグス
- 編集：アーチー・マーシェク
- 音楽：ウォルター・シャーフ